# Anthochaera
Anthochaera – rodzaj ptaków z rodziny miodojadów (Meliphagidae).

## Zasięg występowania
Rodzaj obejmuje gatunki występujące w Australii i na Tasmanii.

## Morfologia
Długość ciała 20–50 cm; masa ciała 27–260 g (samce są nieco większe i cięższe od samic).

## Systematyka

### Etymologia
- Anthochaera: gr. ανθος anthos „kwiat”; χαιρω khairō „cieszyć się”[15].
- Zanthomiza (Zanthomyza, Xanthomyza, Xanthomiza): gr. ξανθος xanthos „żółty”; nowołac. myza „miodojad”, od gr. μυζαω muzaō „ssać”[16]. Typ nomenklatoryczny: Merops phrygius Shaw, 1794.
- Anellobia: gr. negatywny przedrostek αν- an-; ελλοβιον ellobion „kolczyk”, od λοβος lobos „małżowina uszna”[17]. Typ nomenklatoryczny: Certhia mellivora Latham, 1801 (= Merops chrysopterus Latham, 1801).
- Melichaera: gr. μελι meli, μελιτος melitos „miód”; χαιρω khairō „cieszyć się”[18]. Typ nomenklatoryczny: Certhia mellivora Latham, 1801 (= Merops chrysopterus Latham, 1801).
- Acanthochaera: gr. ακανθα akantha „kolec, cierń”; χαιρω khairō „cieszyć się”[19]. Typ nomenklatoryczny: Anthochaera carunculata Vigor & Horsfield, 1827 (= Anthochaera inauris Gould, 1844 (= Corvus paradoxus Daudin, 1800)).
- Coleia: Charles Frederick Cole (1875–1959), australijski urzędnik państwowy, ogrodnik i kolekcjoner[20]. Typ nomenklatoryczny: Merops carunculatus Shaw, 1790.
- Dyottornis: Robert Dyott (rok 1913), australijski ornitolog i kolekcjoner; gr. ορνις ornis, ορνιθος ornithos „ptak”[21]. Typ nomenklatoryczny: Corvus paradoxus Daudin, 1800.
- Colena: Charles Frederick Cole (1875–1959), australijski urzędnik państwowy, ogrodnik i kolekcjoner[22].
- Coleavis: Charles Frederick Cole (1875–1959), australijski urzędnik państwowy, ogrodnik i kolekcjoner; łac. avis „ptak”[23].

### Podział systematyczny
Do rodzaju należą następujące gatunki:
- Anthochaera chrysoptera (Latham, 1801) – koralicowiec kosmaty
- Anthochaera lunulata Gould, 1838 – koralicowiec mały
- Anthochaera phrygia (Shaw, 1794) – koralicowiec królewski
- Anthochaera carunculata (Shaw, 1790) – koralicowiec czerwony
- Anthochaera paradoxa (Daudin, 1800) – koralicowiec żółty